# Jonathan Rommelmann
Jonathan Rommelmann (* 18. Dezember 1994 in Mülheim an der Ruhr) ist ein deutscher Leichtgewichts-Ruderer und Arzt.

## Karriere
Die ersten Ruderschläge machte Jonathan Rommelmann beim Wassersportverein Mülheim (Ruhr), bevor er 2012 zum Crefelder RC 1883 wechselte. Bei den Deutschen Meisterschaften im Leichtgewichts-Einer war der von Sabine Tschäge trainierte Rommelmann 2015 Dritter hinter Konstantin Steinhübel und Moritz Moos. 2018 war er Vizemeister hinter Jason Osborne und 2019 sowie 2023 gewann er den Titel jeweils vor Max Röger.
Rommelmanns internationale Karriere begann 2013, als er mit dem deutschen Leichtgewichts-Doppelvierer die Bronzemedaille bei den U23-Weltmeisterschaften erkämpfte. Im Jahr darauf belegte er den siebten Platz im Leichtgewichts-Einer und bei den U23-Weltmeisterschaften 2015 siegte er zusammen mit Philipp Grebner im Leichtgewichts-Doppelzweier. In der Erwachsenenklasse traten beide bei den Weltmeisterschaften 2015 zusammen mit Roman Acht und Daniel Lawitzke im Leichtgewichts-Doppelvierer an und gewannen Silber hinter dem französischen Boot. 2016 trat Rommelmann noch einmal im Einer bei den U23-Weltmeisterschaften an und gewann Silber.
2018 gewann Rommelmann beim ersten Ruder-Weltcup Bronze im Leichtgewichts-Einer und trat mit Konstantin Steinhübel im Leichtgewichts-Doppelzweier bei den Weltmeisterschaften in Plowdiw an. Dort belegte er den 14. Platz. 2019 bildet Rommelmann zusammen mit Jason Osborne den neuen Leichtgewichts-Doppelzweier und siegte bei den Europameisterschaften in Luzern vor dem italienischen Boot. Durch weitere Siege bei den Ruder-Weltcup Regatten in Pozen und Amsterdam sicherten sich die beiden außerdem den Gesamtsieg im Weltcup. Bei den Weltmeisterschaften in Linz gewannen die Iren vor den Italienern, dahinter erkämpften Rommelmann und Osborne Bronze.
2020 gewannen die beiden die Silbermedaille bei den Europameisterschaften hinter den Italienern.
Diesen Erfolg konnten sie auch im folgenden Jahr bei den Europameisterschaften in Varese wiederholen. Hinter Ireland verwies das Duo die starken Italiener auf Rang 3.
Im Ruder-Weltcup 2021 reichte ein Erster Platz in Zagreb und ein Dritter Platz in Luzern für einen knappen Zweiten Platz in der Gesamtwertung hinter Norwegen.
Bei den Olympischen Spielen 2020 in Tokyo gewann er zusammen mit Jason Osborne die Silbermedaille im Leichtgewichts-Doppelzweier und sorgte damit für die erste deutsche Männer-Medaille, seit der Aufnahme des Leichtgewichts-Rudern ins olympische Programm 1996. Dafür wurden er und Osborne am 8. November 2021 vom Bundespräsidenten mit dem Silbernen Lorbeerblatt ausgezeichnet.
Sein jüngerer Bruder Julius Rommelmann wurde ebenfalls Ruderer.